# Алус
Алус (араб. آلوس‎) — небольшой город на западе Ирака, расположенный на территории мухафазы Анбар. Входит в состав округа Хадита. Население — 9429 человек (2010).

## Географическое положение
Город находится в северо-восточной части мухафазы, на одноимённом острове, расположенном посреди реки Евфрат, а также на близлежащем участке правобережной части речной долины. Абсолютная высота — 96 метров над уровнем моря.

Алус расположен на расстоянии приблизительно 93 километров (по прямой) к северо-западу от Эр-Рамади, административного центра провинции и на расстоянии 184 километров к западу-северо-западу (WNW) от Багдада, столицы страны.

К западу от города проходит шоссе 12.

## Климат
Климат города характеризуется как аридный жаркий (BWh в классификации климатов Кёппена). Уровень атмосферных осадков, выпадающих в течение года крайне низок (среднегодовое количество — 123 мм). Средняя годовая температура составляет 21,2 °C.